# Madoryx oiclus
Espèce
Madoryx oiclus  est une espèce d'insectes lépidoptères (papillons) de la famille des Sphingidae, de la sous-famille des Macroglossinae, de la tribu des Dilophonotini et du genre Madoryx.

## Répartition et habitat
Répartition
Il est connu au Surinam, en Guyane, au Venezuela, au Costa Rica. Il a également été enregistré au Paraguay, en Argentine et en Bolivie.

## Description
L'envergure est 76-93 mm.

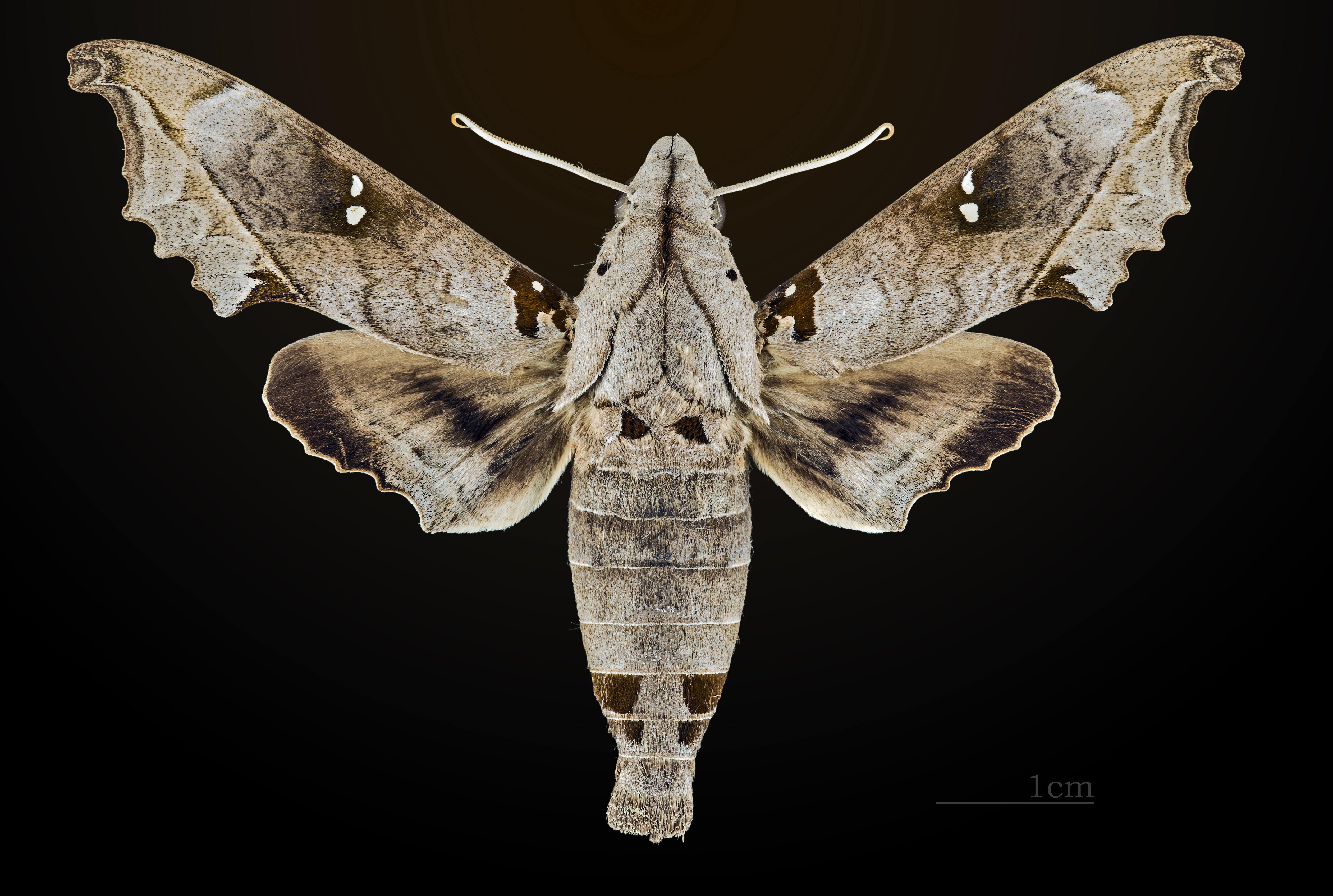
Face dorsale du mâle MHNT
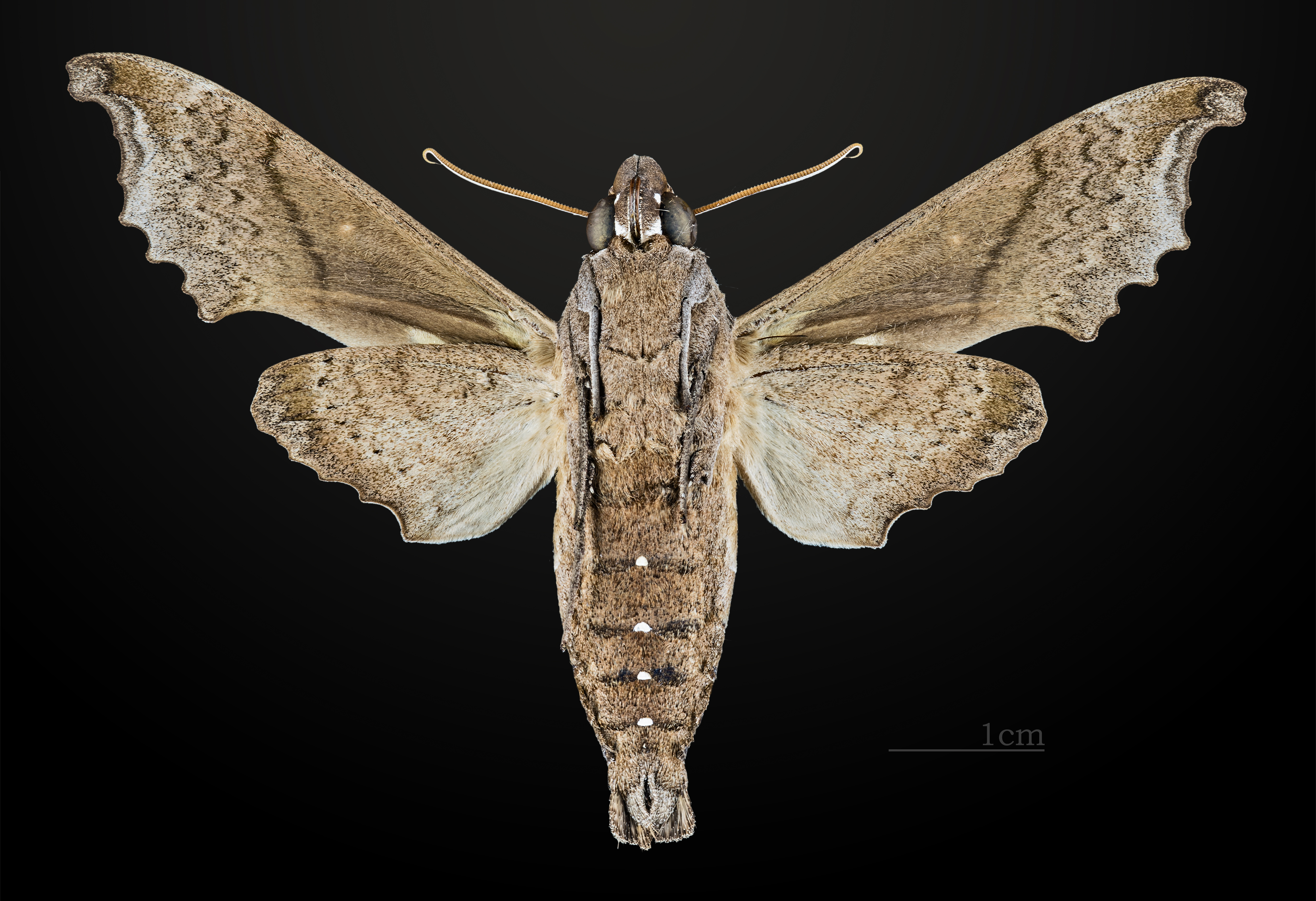
Revers du mâle MHNT
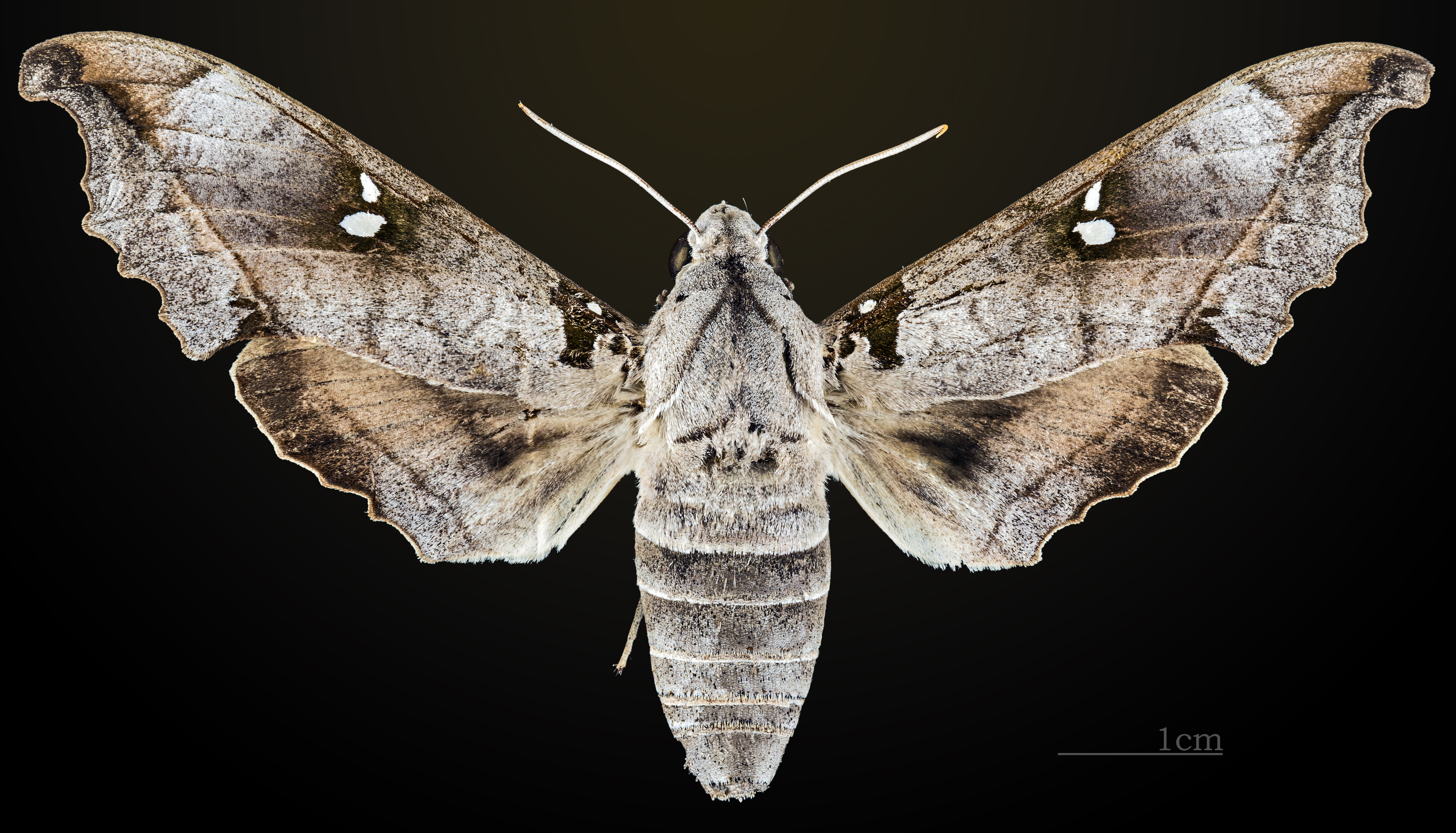
Face dorsale de la femelle MHNT
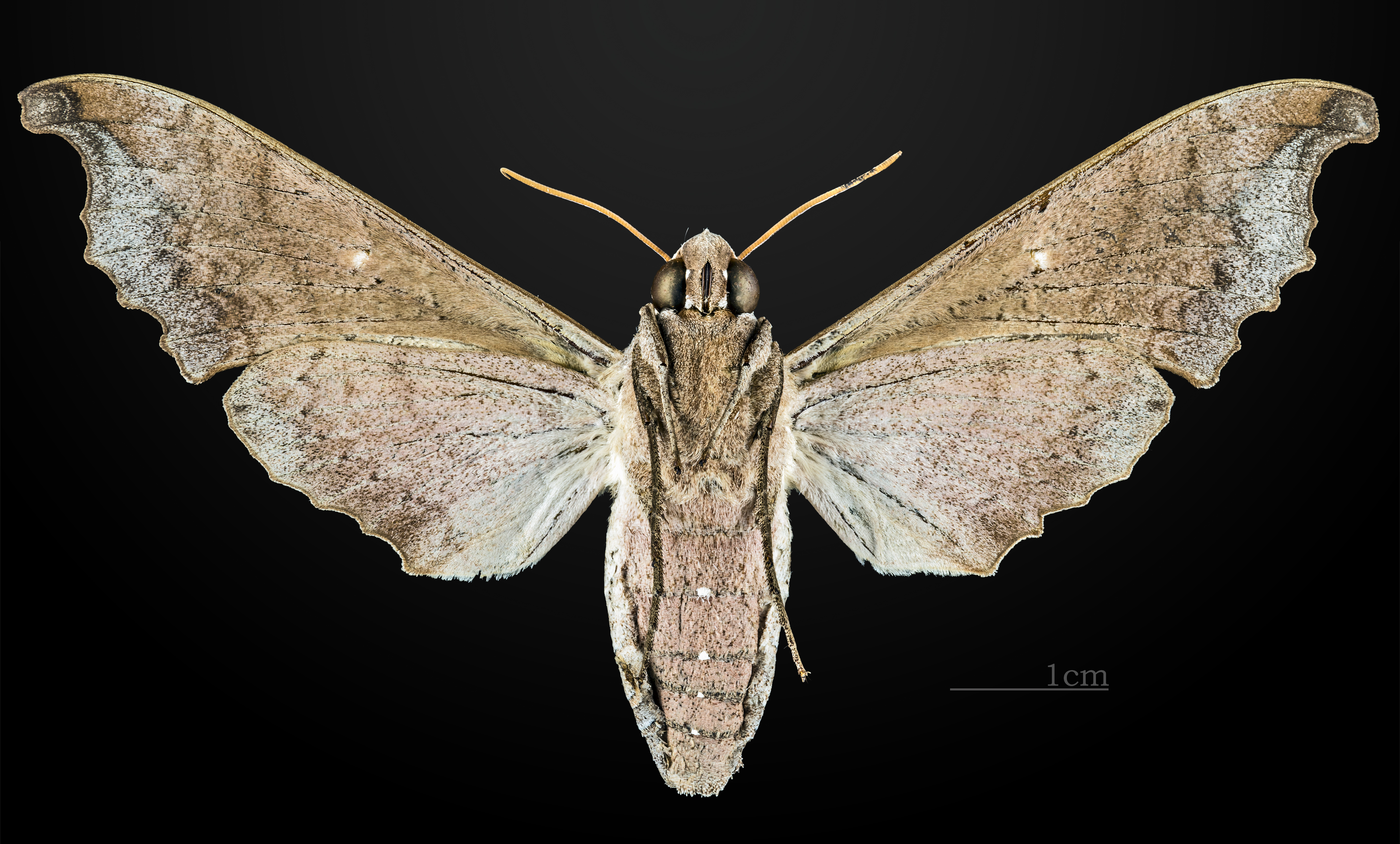
Revers de la femelle MHNT

## Biologie
Les adultes volent toute l'année.
Les chenilles se nourrissent de Rehdera trinervis et Crescentia alata. Le dernier stade de développement de la chenille est de couleur crème avec des marbrures brun foncé et noires sur le dos et les côtés. 
La nymphose a lieu dans une chrysalide brun-rouille foncé qui incorpore des feuilles.

## Systématique
- L'espèce Madoryx oiclus a été décrite par l'entomologiste Pieter Cramer en 1780, sous le nom initial de Sphinx oiclus[1].
- C'est l'espèce type pour le genre. La localité type est le Surinam.

### Synonymie
- Sphinx oiclus Cramer, 1780 Protonyme
- Sphinx faunus  Boisduval, 1875
- Hemeroplanes oiclus Godman & Salvin, 1881[2]

### Taxinomie
Liste des sous-espèces
- Madoryx oiclus oiclus
- Madoryx oiclus jamaicensis Neidhoefer, 1968 (Jamaïque)